# Heinrich Weber (Ringer, 1875)

Heinrich Weber, 1903

Heinrich Weber (* 2. Mai 1875 in Mülheim am Rhein; † 1939 in Berlin) war ein deutscher Ringer.

## Werdegang
Heinrich Weber war ein Ringerpionier aus der Zeit vor dem Ersten Weltkrieg. Er wuchs in Mülheim am Rhein, das später nach Köln eingemeindet wurde, auf und begann als Jugendlicher beim Athletenklub von 1892 Mülheim mit dem Ringen, nachdem er den damals berühmten Hamburger Schwerathleten Karl Abs in Köln ringen sah. Da zu jener Zeit Köln ein Zentrum des Ringens war, hatte er gute Trainingspartner und gehörte bald zur deutschen Ringerelite. Gerungen wurde damals ausschließlich im griechisch-römischen Stil. Als Amateur wurde Heinrich Weber 1899 in Duisburg deutscher Meister, nachdem er 1897 schon Zweiter geworden war. Es gab damals nur eine Gewichtsklasse, in der alle Teilnehmer starten mussten. 1900 wurde Heinrich Weber Berufsringer. In einer Zeit, als das Berufsringen in voller Blüte stand und zu den großen Turnieren Tausende von Besuchern kamen. Er bestritt über 20 Jahre lang viele Turniere, von denen er einige als Sieger beendete. 1903 wurde er Weltmeister im inzwischen eingeführten Leichtgewicht und 1909 Vizeweltmeister im Schwergewicht hinter dem berühmten russischen Ringer Iwan Poddubny, zu dessen Ehren noch heute in Russland ein großes internationales Ringerturnier veranstaltet wird. Er arbeitete auch als Trainer. Einer seiner bekanntesten Schüler war der spätere Weltmeister Stanislaus Zbyszko aus Polen. Vor 1914 hielt sich Heinrich Weber auch in den Vereinigten Staaten auf, kam dort aber zu keinen großen Kämpfen, da ihm die dortigen „Cracks“ aus dem Wege gingen.
Nach dem Ende seiner Ringerkarriere trat Heinrich Weber als Veranstalter von Berufsringerturnieren auf, starb aber völlig verarmt 1939 in Berlin.

## Erfolge als Amateur
(DM = deutsche Meisterschaft, GR = griechisch-römischer Stil, S = Schwergewicht)
- 1897, 2. Platz, DM in Köln, GR, S, hinter C. Nitzgen, Köln und vor Josef Metzger, Freiburg im Breisgau;
- 1899, 1. Platz, DM in Duisburg, GR, S, vor Otto Grandpaier, Wiesbaden und L. Eberhard, Duisburg

## Erfolge als Berufsringer
(WM = Weltmeisterschaft, GR = griechisch-römischer Stil, Le = Leichtgewicht, unter 100 kg Körpergewicht, S = Schwergewicht, über 100 kg Körpergewicht)
- 1900, 4. Platz, WM in Paris, GR, Le, hinter Constant le Boucher, Frankreich, Cotch Mehmet, Türkei und G. Lassartesse, Frankreich;
- 1903, 1. Platz, WM in Paris, GR, Le, vor Cel. Moret, Frankreich, Charles le Frappeur, Frankreich und Michael Hitzler, Deutschland;
- 1909, 2. Platz, WM in Frankfurt am Main, GR, S, hinter Iwan Poddubny, Russland und vor Omar de Bouillon, Frankreich und N. Petroff, Bulgarien